# Petrogale penicillata
Щіткохво́стий наске́льний ва́лабі (лат. Petrogale penicillata, англ. Brush-tailed rock-wallaby) — вид сумчастих ссавців родини кенгурових.

## Поширення

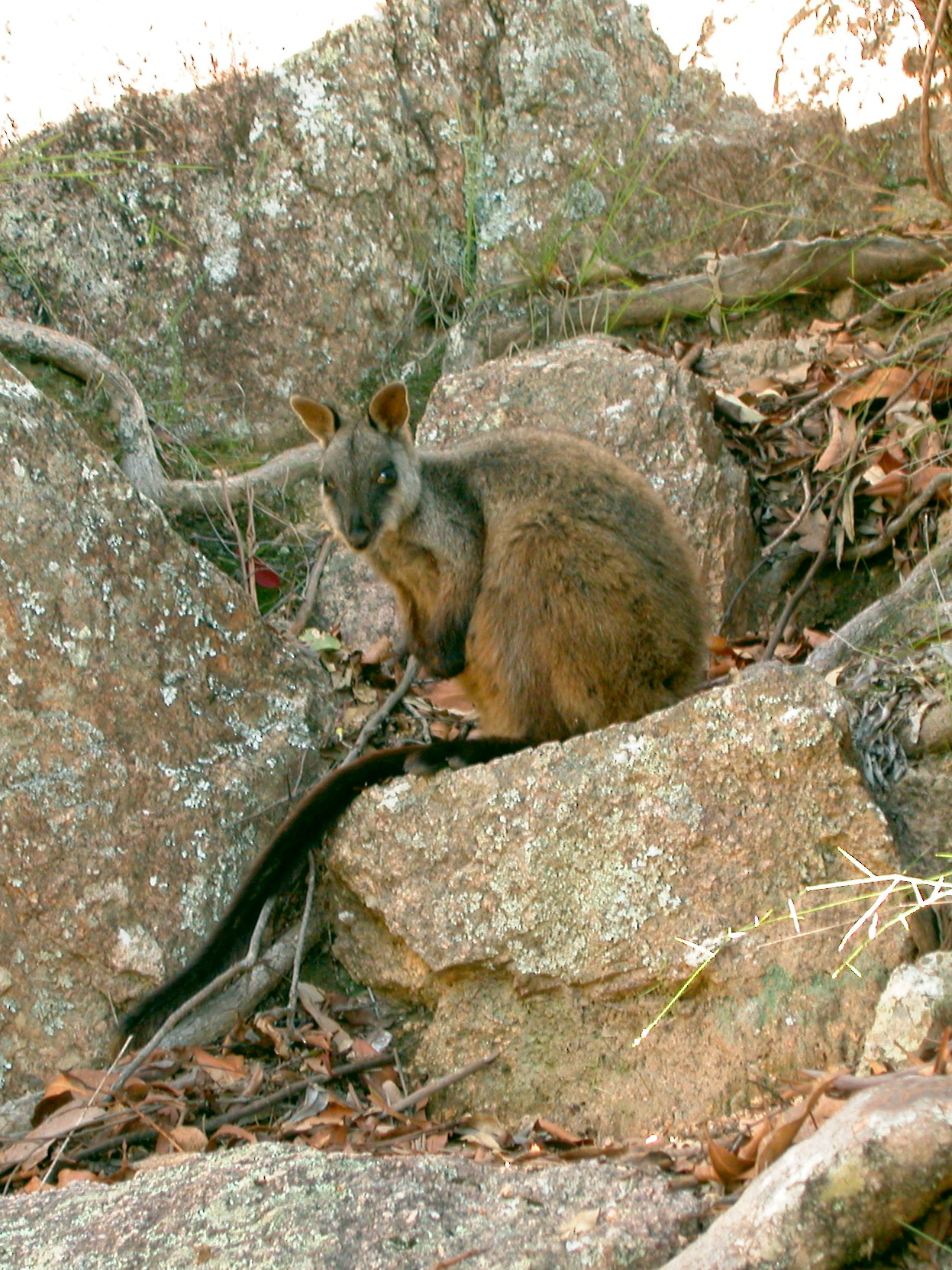

Ендемік південно-східної Австралії, живе у структурно-складних, кам'янистих місцях існування в різних рослинних ландшафтах від щільних лісів до сухих склерофільних або рідколісся.
Наприкінці 1800-х років вид було інтродуковано до Нової Зеландії.

## Опис
Вид зустрічається у вигляді невеликих колоній, які захищають власну територію: як правило, менш ніж 30 особин, іноді й більше. У колоніях серед самців встановлюється ієрархія за допомогою боїв. Статева зрілість у самців на 20–24-му місяці; у самиць — на 18 місяці. Вагітність триває 21 добу; Вигодовування молоком — 230 діб. Вага 5.8–7.5 кг. Диплоїдний набір хромосом, 2n=22. Цікавинка: одна особина жила в неволі 14 років і 5 місяців.

## Загрози та охорона
Дані щодо загроз відсутні. Хижацтво введеними лисицями і конкуренція з введеними козами, ймовірно, є найсерйознішими загрозами. Включений в список зникаючих видів відповідно до австралійських законів. Трапляється в багатьох природоохоронних територіях.